# Östliche Inseln von al-Andalus

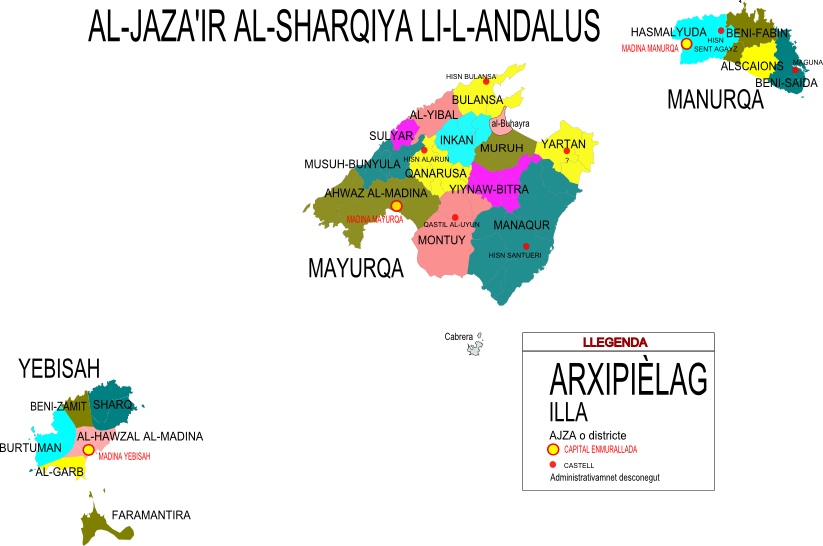
Die Balearen unter moslemischer Herrschaft (903 bis 1229)

Als Östliche Inseln von al-Andalus wurden die Balearen unter muslimischer Herrschaft (903 bis 1229, auf Menorca bis 1287) bezeichnet. Sie umfassten Mayūrqa (Mallorca), Manūrqa (Menorca), Yabissa (Ibiza) und Faramantira (Formentera). Ihre politische Organisation änderte sich im Verlauf von drei Jahrhunderten islamischer Herrschaft sehr  – ausgehend von einer deutlichen Abhängigkeit von der Zentralgewalt während des Kalifats von Córdoba über intermediäre Zustände bis hin zur vollständigen Unabhängigkeit während der Taifa von Mallorca.

## Vorgeschichte

Das byzantinische Reich um 650

Ab 534 waren die Balearen als Teil der Provinz Sardinien ins Byzantinische Reich integriert. Im Jahr 705 hatte Mūsā ibn Nusair endgültig die nordafrikanischen Besitzungen von Byzanz erobert. Im Jahr 707 schickte er seinen Sohn Abd Allah ibn Mūsā ibn Nusair auf Kriegszug gegen Sizilien, Sardinien und die Balearen. Mit den dortigen Gouverneuren unterzeichnete Abd Allah jeweils einen Vertrag über deren Unterwerfung (auf Arabisch ahd). Die byzantinischen Gouverneure von Mallorca und Menorca brachte er sogar nach Damaskus, um dort mit dem Umayyadenkalif al-Walid ibn Abd-al-Malik direkt zu verhandeln.
Es ist jedoch unklar, inwieweit diese Verträge wirksam waren. Weitere moslemische Überfälle, die im Jahr 797 von Tortosa aus organisiert wurden, Gesandtschaften der Insulaner im Jahr 798 an den Hof Karls des Großen, sowie karolingische Hilfsexpeditionen noch im selben Jahr und im Jahr 813, lassen vermuten, dass zwischen dem Ende des 8. und den Anfängen des 9. Jahrhunderts die vollkommene Unterwerfung der Balearen unter moslemische Herrschaft noch nicht vollzogen war.
Im Jahr 848 zwang der Emir von Córdoba Abd ar-Rahman II. den Balearen die Zahlung von Steuern auf. Im folgenden Jahr entsandten die Inseln eine Delegation an den Hof Abd ar-Rahmans, um eine Wiederherstellung ihres alten Status zu erhalten.

## Die islamische Eroberung von Mayūrqa

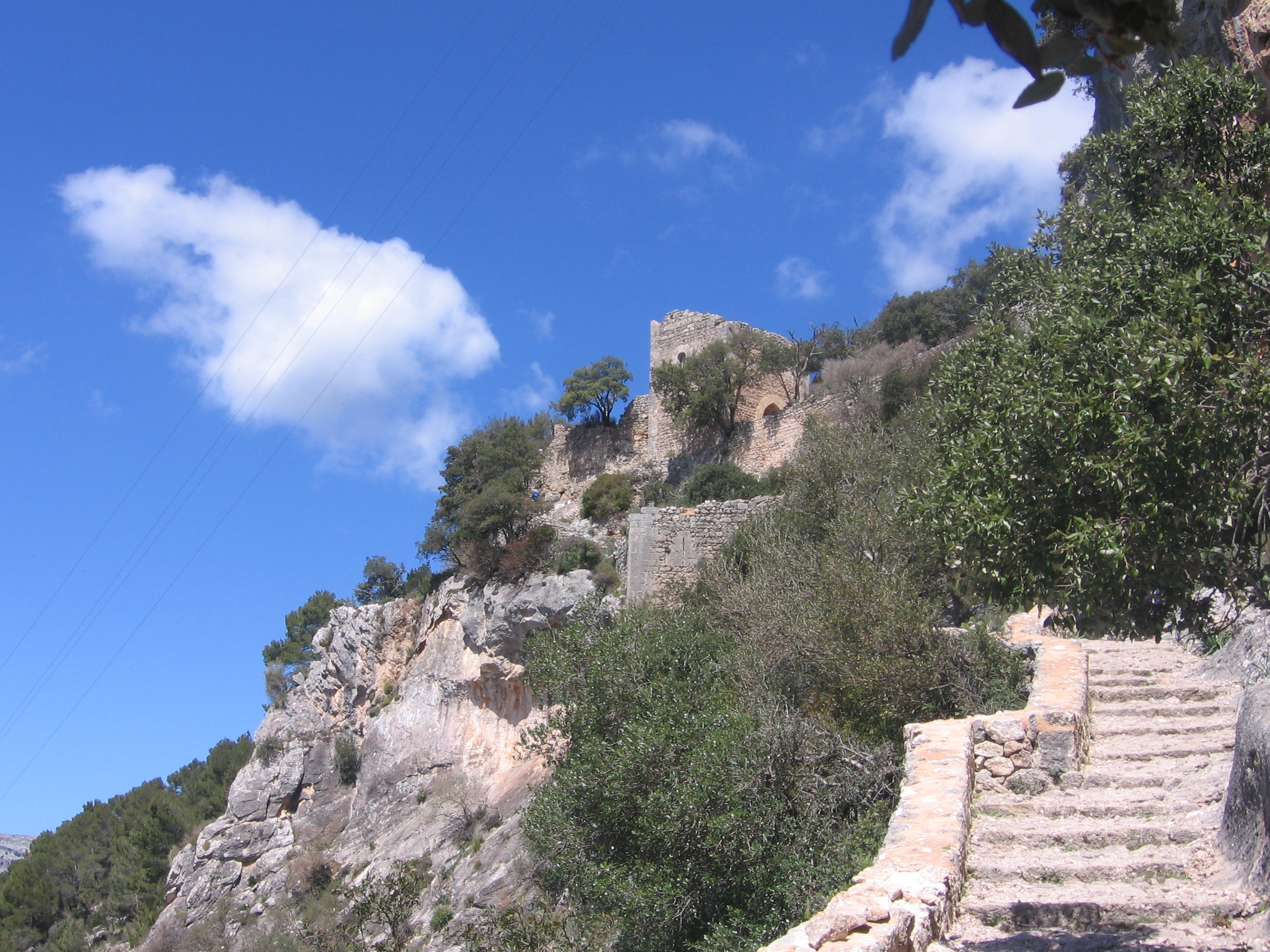
Das Castell d’Alaró auf Mallorca

Die tatsächliche Eroberung von Mallorca durch moslemische Truppen vollzog sich zwischen 902 und 903. Die Sarazenenexpedition war von Issam al-Khawlani befehligt worden. Trotz eines achtjährigen Widerstandes der Christen am Castell d’Alaró wurden die Inseln schließlich ins Emirat von Córdoba als Cora unter dem Namen al-jaza’ir al-scharquiya li-l-andalus (die östlichen Inseln von al-Andalus) eingegliedert. Issam al-Khawlani wurde als Wālī eingesetzt und somit begann der Prozess der Islamisierung der Balearen. Die alte Römerstadt Palma wurde zur Hauptstadt des Cora mit dem Namen Madinat Mayūrqa. Gleichzeitig wurde Mallorca in 12 so genannte Juz unterteilt: Bulānsa, Inkān, al-Djibāl, Murūh, Šulyar, Yartān, Manaqūr, Muntūy, Qanarūša, Bunyūla-Mūsū, Djijnaw-Bitrah, Ahwāz al Madīna sowie als 13. (unsicher) al-Buhayra. Yabisah (Ibiza) wurde in 5 juz untergliedert: Burtumān, Benīzamid, Šarq, Algarb und Alhaueth. Minūrqa schließlich bestand aus 4 juz: Benīfabim, Hasmalujda, Alscaions und Benīssaida.

## Mayūrqa unter dem Kalifat von Córdoba

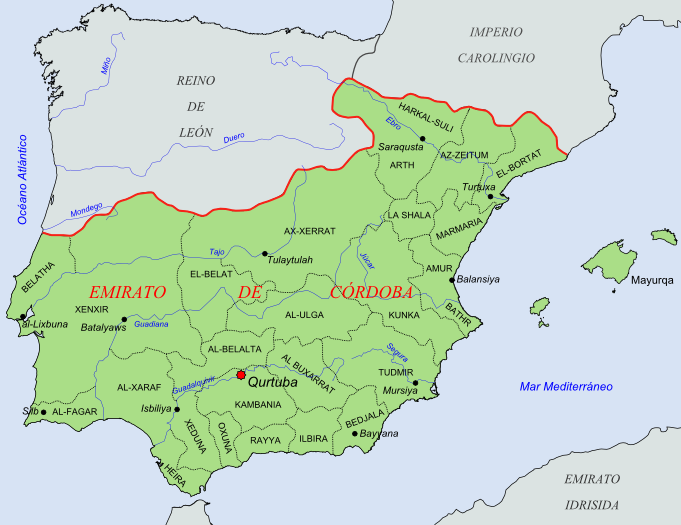
Das Kalifat von Córdoba mit den verschiedenen Cora

Nur wenige Jahre später (um 929) kappte der Umayyadenemir Abd ar-Rahman III. sämtliche Verbindungen mit dem Kalifen der Abbasiden in Bagdad und ernannte sich selbst zum umayyadischen Kalifen in Córdoba. Unter dem Kalifat partizipierten die Mallorcaner an mehreren Überfällen auf die okzitanische und katalanische Küste. Innere Spannungen führten jedoch zum Zerfall des Kalifats, das im Jahr 1031 offiziell als für beendet erklärt wurde. An seiner Stelle bildeten sich verschiedene kleinere Königreiche – die Taifas.

### Wālīs unter dem Emirat bzw. Kalifat von Córdoba
- Issam al-Khawlani (902 bis 913)
- Abd-Allah ibn Issam al-Khawlani (913 bis 946)
- al-Muwaffaq (946 bis 969)
- Kawtar (969 bis 998)
- Muqatil (998 bis 1012).

## Mayūrqa während der Taifas von Dénia

Lagekarte der Taifa von Dénia 1015 bis 1076

Im Jahr 1015 wurden die Balearen von Abu l-Dschaisch ibn Yusuf al-Muwaffaq, genannt Mudschahid, erobert und seinen Besitzungen in der Taifa von Dénia einverleibt. Abu l-Dschaisch verwandelte Mayūrqa in einen Flottenstützpunkt, von dem aus Angriffe verbunden mit Plünderungen auf christliche Küstenanrainer durchgeführt wurden. Ihm folgte sein Sohn Ali ibn Mudschahid Iqbal ad-Dawla, der sich im Jahr 1067 der Emir von Saragossa Ahmad I. al-Muqtadir aus der jemenitischen Dynastie der Banu Hūd unterwerfen musste, als dieser mit seinem Heer vor Dāniyya (Dénia) erschienen war. Kampfeslos hatte somit die Taifa von Saragossa die Inseln erworben. Dennoch agierte der Wālī von Mayūrqa Abd Allah al-Murtada ibn Aghlab total unabhängig und erklärte sich gar selbst im Jahr 1087 zum Emir.

### Wālīs von Mayūrqa unter dem Emirat von Dénia
- Abu l-Abbas ibn Raschiq (1016 bis 1048)
- al-Aghlab (um 1048)
- Sulaiman ibn Maschiqan (bis 1076)
- Abd Allah al-Murtada ibn Aghlab (1076 bis 1087).

## Erste Taifa von Mayūrqa und pisanisch-katalanischer Kreuzzug

Lagekarte der ersten Taifa von Mallorca (1087 bis 1114)

Unter Abd Allah al-Murtada ibn Aghlab hatte sich die Taifa von Mayūrqa zu einem ausgesprochenen Piratenzentrum des westlichen Mittelmeers entwickelt. Die Republik Pisa war daher entschlossen, das mallorcanische Piratenunwesen zu beenden und organisierte mit Unterstützung der katalanischen Truppen Raimund Berengars III. einen Kreuzzug gegen die Taifa von Mayūrqa. Im Verlauf dieses Unternehmens wurde 1114 Eivissa (Ibiza) erobert und Madīna Mayūrqa geplündert und zerstört. Die Kreuzzugstruppen zogen aber vom Inselarchipel 1115 wieder ab, sobald sie vom Anrücken des Almoravidenheeres auf der Halbinsel benachrichtigt worden waren, konnten aber noch die christlichen Gefangenen befreien. Ähnlich wie im restlichen al-Andalus floh auch auf Mallorca die mozarabisch sprechende Bevölkerung fast vollständig vor den Almoraviden.

### Unabhängige Emire auf Mallorca (1087 bis 1115)
- Abd Allah al-Murtada ibn Aghlab (1087 bis 1093), unabhängiger Emir von Mayurqa
- Mubaschir Nasir ad-Dawla (1093 bis 1114)
- Abu Rabi Sulaiman (1114 bis 1115).

## Mayūrqa unter den Almoraviden

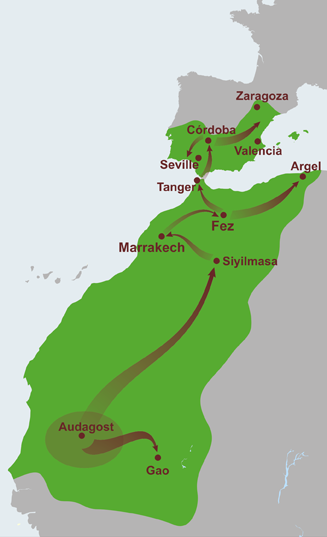
Ausdehnung des Almoravidenreichs

Nachdem Toledo im Jahr 1085 in die Hände von Alfons VI. von Kastilien gefallen war, riefen die kleinen andalusischen Taifa-Königreiche die integristische Sekte der Almoraviden zu Hilfe, welche überwiegend aus Amazigh-Berbern zusammengesetzt war. Diese landeten an der Südküste Iberiens, schlugen im Jahre 1086 in der Schlacht bei Zallaqa Alfons VI. und schickten sich an, Zug um Zug sämtliche Taifa-Königreiche in al-Andalus zu erobern und ihrem Reich einzuverleiben. Im Jahr 1115, nur kurz nachdem die Kreuzzugstruppen von Mallorca abgezogen waren, eroberten die Almoraviden auch die Balearen und machten sie zum Bestandteil ihres Reichs.

### Zweite Taifa von Mayūrqa unter den Ghaniyiden
Im Süden Marokkos war jedoch mit den Almohaden eine neue, noch rigorosere Sekte entstanden, die allmählich die Hegemonie in Nordafrika errang und letztendlich auch al-Andalus eroberte, so dass Mayūrqa als letzte Bastion der Almoraviden übrig blieb. Seit diesem Zeitpunkt wurden die Balearen von der unabhängigen almoravidischen Dynastie der Banu Ghaniya regiert, deren Machthaber sich zu Emiren in der zweiten Taifa von Mayūrqa erklärten. Ihre Regierungszeit wird vor allem erneut durch Piraterie gegenüber christlichen Seemächten geprägt, obwohl sie Verträge mit den italienischen Republiken (Pisa, Genua und Lucca) abgeschlossen hatten.

### Almoravidische Wālīs und Emire der Ghaniyiden auf Mallorca (1116 bis 1203)
- Wanur ibn Abi Bakr (1116 bis 1126)
- Muhammad ibn Ali ibn Ghaniya (1126 bis 1155)
- Ishaq ibn Muhammad ibn Ghaniya (1155 bis 1184)
- Muhammad ibn Ishaq ibn Ghaniya (1184)
- Ali ibn Ishaq ibn Ghaniya (1184 bis 1185)
- Muhammad ibn Ishaq ibn Ghaniya (1185 bis 1187), zweite Amtszeit
- Taschfin ibn Ishaq ibn Ghaniya (1187)
- Abd Allah ibn Ishaq ibn Ghaniya (1187 bis 1203).

## Mayūrqa unter den Almohaden
Im Jahr 1203 machten sich die Almohaden daran, das von Abd Allah ibn Ishaq ibn Ghaniya regierte Mayūrqa zu erobern, um dadurch den almoravidischen Widerstand in Ifrīqiya zu untergraben. Ab diesem Zeitpunkt waren die Balearen vollkommen ins Kalifat der Almohaden integriert und wurden von verschiedenen Wālīs regiert, welche von Marrakesch, der Hauptstadt des Almohadenreichs, aus eingesetzt worden waren. Der erste almohadische Wālī in Mayūrqa im Jahr 1203 war Abd Allah ibn Ta'Allah al-Kumi.

### Der almohadische Bürgerkrieg und die faktische Unabhängigkeit Mayūrqas
Die katastrophale Niederlage der Almohaden in der Schlacht bei Las Navas de Tolosa im Jahr 1212, die ihnen von den vereinten christlichen Königen beigebracht worden war, hatte eine interne Krise des Kalifats zur Folge, die ihr integristisches Regime zutiefst in Frage stellte. In relativ kurzer Zeit folgten sodann acht Kalifen aufeinander, im Maghreb entstanden überdies neue Herrscherdynastien und in Iberien erschienen die dritten Taifas. In dieser politisch verworrenen Situation konnte der letzte Wālī von Mayūrqa Abu Yahya Muhammad ibn Ali ibn Abi Imran al-Tinmalali so gut wie unabhängig vom Almohadenkalif Idris I. al-Ma'mun handeln.

### Wālīs der Almohaden auf Mallorca (1203 bis 1229)
- Abd Allah ibn Ta'Allah al-Kumi (1203)
- Abu Zayd ibn Tujan (1204 bis 1208)
- Abu Abd-Allah ibn Abi Hafs ibn Abdelmumen (1208)
- Abu Yahya Muhammad ibn Ali ibn Abi Imran al-Tinmalali (1208 bis 1229), praktisch unabhängig.

## Die katalanische Eroberung der Balearen
Am 23. Dezember 1228 gaben die Corts in Barcelona dem Gesuchen Jakob I. statt, die Balearen zu erobern und verpflichteten sich, den Nachschub von Truppen, Waffen, Schiffen, Pferden, Nahrung und anderem Notwendigen zu gewährleisten. Am 5. September des folgenden Jahres 1229 legte der katalanische Flottenverband von Salou, Cambrils und Tarragona aus ab und landete am 11. September in Santa Ponça auf Mallorca. Am 31. Dezember 1229 fiel Madina Mayurqa nach dreimonatigem Widerstand. In der Sierra de Tramuntana und in den Serres de Llevant hielten sich noch andere Widerstandsnester, die aber 1232 endgültig erstickt werden konnten.

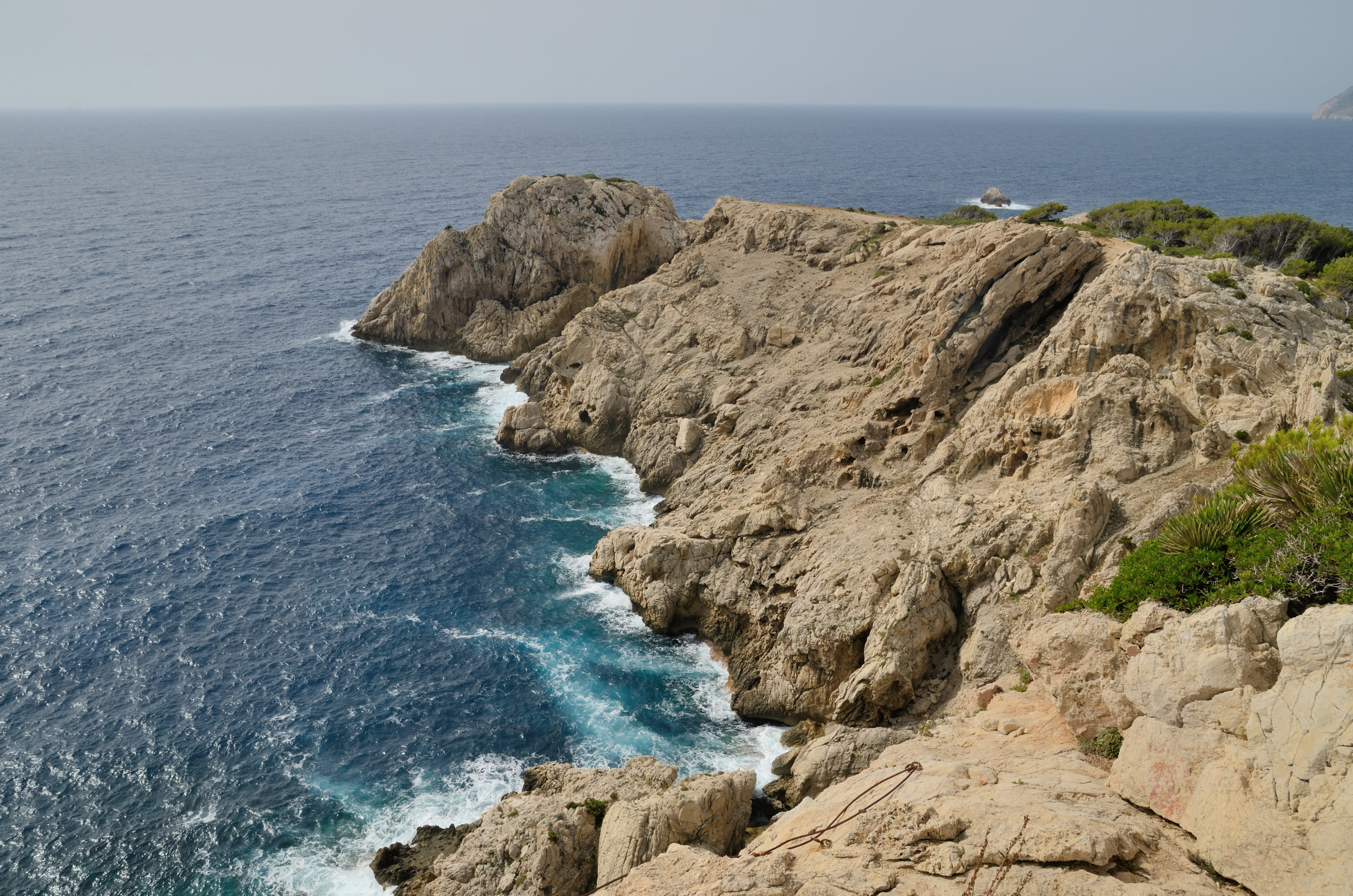
Das Kap von Capdepera

Im Jahr 1231 gelang es Jakob I. durch eine List, den Anführer der Almohaden auf Menorca zum Tribut zu nötigen, der im Vertrag von Capdepera schriftlich vereinbart wurde (Jakob I. hatte zur Einschüchterung der Menorcaner bei Capdepera riesige Feuer entfachen lassen, welche von Menorca aus gut sichtbar waren, um so die Anwesenheit eines riesigen Heeres vorzutäuschen).
Ibiza und Formentera wurden am 8. August 1235 erobert, nachdem ein Lehensvertrag zwischen Jakob I. und Guillermo de Montgrí, Bernardo de Santa Eugenia, Peter von Portugal und Nuno Sanchez von Roussillon geschlossen worden war, welche die Pityusen dann für sich in Besitz nahmen.

## Letzte islamische Bastion: Manūrqa
Manūrqa war somit die letzte islamische Bastion der Balearen. Anfangs blieben die alten ererbten Herrschaftsstrukturen aus der Almohadenzeit noch am Weiterbestehen. Im Jahr 1234 riss jedoch Abu Uthman Said ibn Hakam al-Quraschi mit Gewalt die Macht an sich und restrukturierte nach seinem Gutdünken die Verwaltung der Insel. Er installierte ein militärbürokratisches System, ließ eigene Münzen prägen und zog sehr bedeutende muslimische Intellektuelle an seinen Hof. Nach seinem Tod im Jahr 1282 folgte ihm sein Sohn Abu Umar ibn Said. Im Jahr 1287 fiel Menorca schließlich in die Hände von Alfons III.

### Qādī bzw. Raʾīs auf Manūrqa (1229 bis 1287)
- Abu Abd Allah Muhammad ibn Ahmad ibn Hischam (1229 bis 1234), Qādī
- Abu Uthman Said ibn Hakam al-Quraschi (1234 bis 1282), Raʾīs
- Abu Umar ibn Said (1282 bis 1287), Raʾīs.